# Stadtwerke Olching
Die Stadtwerke Olching GmbH wurde 2009 unter dem Namen Energieversorgung Olching GmbH gegründet und erhielt im selben Jahr die Konzession zur Übernahme des Stromnetzes der damaligen Gemeinde Olching (seit 2011 Stadt Olching). Gleichzeitig übernahm die neu gegründete GmbH den Vertrieb von Gas und Strom in Olching, den angrenzenden Landkreisen und teilweise bundesweit mit Schwerpunkt auf regenerativen Energiequellen und Strom aus Kraft-Wärme-Kopplung.
Das Unternehmen ist mehrheitliches Eigentum der Stadt Olching. Mitgesellschafter sind die Stadtwerke Schwäbisch Hall GmbH.
Die Stadtwerke Olching GmbH legt großen Wert auf Nachhaltigkeit, vor allem mit dem Einsatz von nachhaltigen Anlagen und Maschinen sowie der Beschaffung von regenerativem Strom und dem Ausbau von Fernwärme. Im Jahr 2011 übernahmen die Stadtwerke das Fernwärmenetz, welches permanent erweitert und beliefert wird. Ende 2018 wurden in der Stadt vier Ladesäulen für Elektrofahrzeuge errichtet und ist somit einer der ersten Betreiber von Ladeinfrastruktur.

## Geschichte
Im Jahr 2009 wurde mithilfe der Stadtwerke Schwäbisch Hall als strategischem Partner die Energieversorgung Olching GmbH gegründet. Ziel war zu diesem Zeitpunkt die Übernahme des Stromnetzes, dass die damalige Gemeinde Olching der neuen Gesellschaft als Konzession übertrug. Damit nahm die Gesellschaft den Vertrieb von Strom und Ergas auf. Im Oktober 2014 erfolgte die Umfirmierung in den heutigen Namen Stadtwerke Olching GmbH. Das Unternehmen fördert zudem zahlreiche Pilotprojekte für erneuerbare Energien. So wurden u. a. bereits Photovoltaik-Anlagen bei der Grundschule Olching sowie der Feuerwehr Geiselbullach in Betrieb genommen.

## Produkte
- Strom
- Fernwärme
- Erdgas
- E-Mobilität
- Fotovoltaik